# Kesselmilch
Als Kesselmilch wird vielfach noch immer Milch bezeichnet, die bei der Käseherstellung dickgelegt werden soll. Kesselmilch ist zwar ein langjährig verwendeter aber trotzdem überholter und heute für den Großteil der hergestellten Käsearten nicht mehr zeitgemäßer Begriff. Nur auf kleinen Almen und weiterhin klassisch wird in der Parmesanherstellung noch in Kesseln gekäst. Diese Art der Herstellung betrifft aber lediglich einen geringen Prozentsatz unserer täglichen Käseproduktion. Um die Produktionsverfahren der Gegenwart richtig zu beschreiben, sollte Milch, die der Käseherstellung dient, besser als Käsereimilch bezeichnet werden. Milch für die Herstellung von Sauermilchprodukten ist sogenannte Prozessmilch, da sie noch weiter veredelt wird.

## Etymologie
Früher – in den Anfängen der Käseherstellung – wurde die Milch zur Dicklegung in einen großen Topf gelassen, der dann, um die Dicklegung durch Wärme zu beschleunigen, über einem brennenden Feuer platziert wurde. Dieser Topf wurde deswegen Kessel genannt.